# Nana Kagga

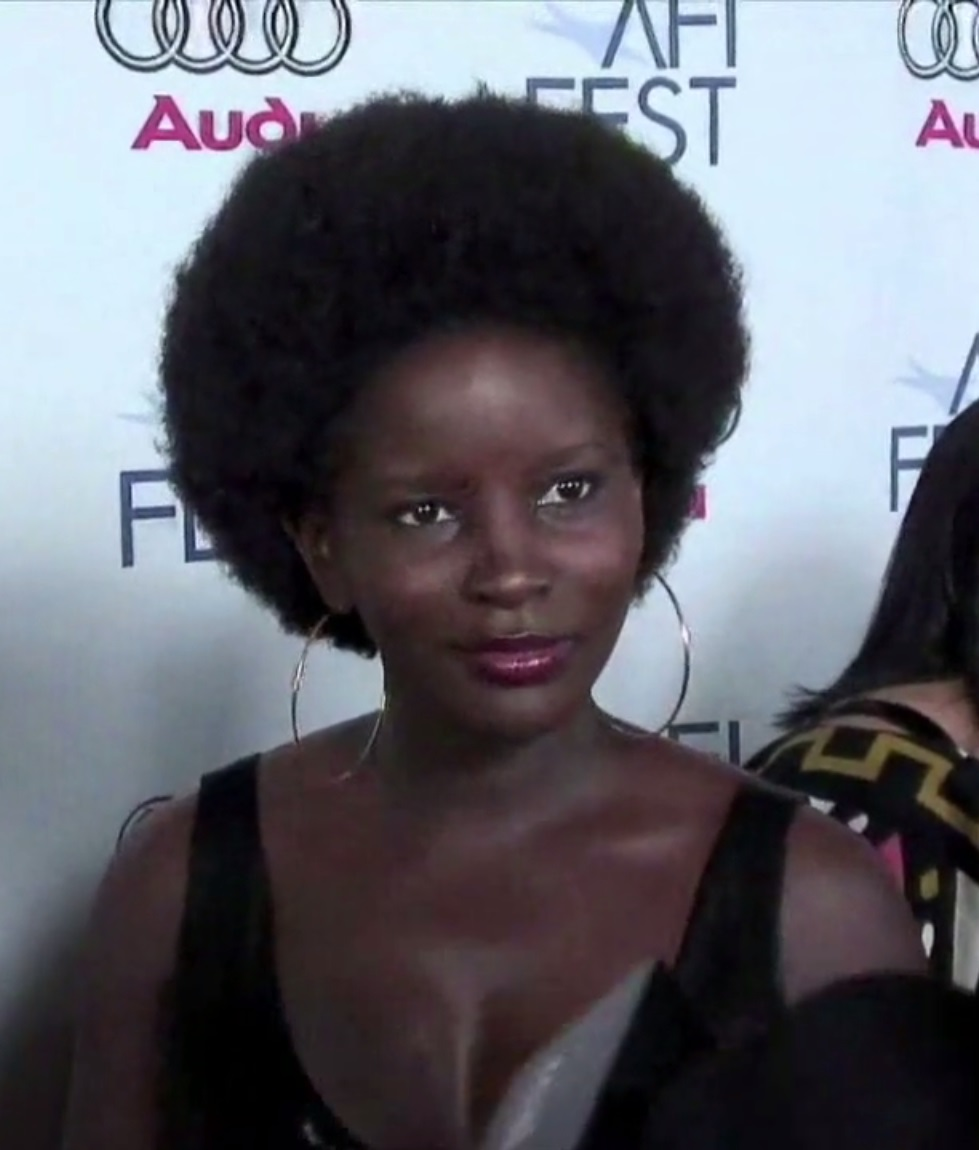
Nana Kagga (2008) im Interview mit RealTVfilms über ihre Rolle in A Good Day to Be Black and Sexy

Nana Hill Kagga McPhearson (* 1979) ist eine ugandische Drehbuchautorin, Produzentin und Schauspielerin. Die Namen „Hill“ und „McPhearson“ stammen aus Kaggas ersten beiden Ehen. In den USA ist sie auch unter dem Künstlernamen „Nana Hill“ bekannt.

## Leben und Karriere
Kagga war zweimal verheiratet und ist Mutter von drei Kindern. Ihr Vater Abdu Kagga ist Bauingenieur und Inhaber der Firma „Kagga and Partners“. Drei ihrer Geschwister verfolgten ebenfalls eine Karriere im Ingenieurwesen, Kaggas' Mutter Mwagale Kagga ist Hausfrau.
Nana Kagga selbst besuchte die Kampala-Parents'-School-Privatschule und die Gayaza High School in Kampala, bevor sie an der University of Birmingham Chemieingenieurwesen studierte. Nach ihrem Abschluss im Jahr 2000 war sie in der Rüstungsforschung in New Mexico tätig, wo sie an der Entwicklung von im Irakkrieg eingesetzten Humvee-Fahrzeugen beteiligt war.

### Hollywood
Nachdem Kagga in einem Walmart von Steve Jobs entdeckt und für einen iPod-Werbespot gecastet wurde, zog sie nach Los Angeles um sich ihrer Schauspielkarriere zu widmen. Sie erhielt mehrere Rollen in bekannten Spielfilm- und Serienproduktionen, wie CSI: New York (2007), Er steht einfach nicht auf Dich (2009) oder Star Trek (2009), und trat außerdem in Werbekampagnen für Pepsi, McDonalds und Dove (Unilever) auf.
2007 spielte sie die Rolle der Mercy in dem Stück Butterflies of Uganda am Greenway Court Theater in L.A.

### Uganda
Nach dem Tod ihres Ehemannes kehrte Nana Kagga mit ihrer Tochter nach Uganda zurück. 2009 gründete sie die Medienagentur Savannah Moon Productions und drehte 2012 ihren ersten eigenen Spielfilm, The Life, bei dem sie das Drehbuch schrieb und Regie führte.
Nach der Fertigstellung des Films arbeitete Kagga acht Jahre als Erdgas- und Erdöl-Ingenieurin für Tullow Oil im Bereich Tiefbau.
Die von Kagga geschriebene und kreierte Fernsehserie Beneath the Lies, die bereits vor ihrer Ausstrahlung großes mediales Interesse als lokal produziertes TV-Format mit Star-Besetzung erregte, wurde von 2014 bis 2016 bei New Vision Group’s Urban TV Uganda ausgestrahlt und 2017 für den Afrika Magic Viewers Choice Award (AMVCA) in der Kategorie Best TV Series nominiert.
2018 trat Kagga bei der Wahl zur Miss Uganda als Jurorin auf.
Seit Februar 2021 ist sie als Jazmine in der Drama-Serie Prestige auf dem ugandischen Sender Pearl Magic Prime zu sehen.

## Filmografie

### Schauspiel
- 2007: CSI:New York
- 2008: Life
- 2008: Runaway Stars
- 2016: Beneath the Lies
- 2021: Prestige

| Jahr | Titel                           | Rolle                  | Regie          | Produktion                    |
| ---- | ------------------------------- | ---------------------- | -------------- | ----------------------------- |
| 2009 | Star Trek                       | Enterprise Crew Member | J.J. Abrams    | Paramount Pictures            |
| 2009 | Er steht einfach nicht auf Dich | Party Guest            | Ken Kwapis     | New Line Cinema               |
| 2008 | A Good Day to Be Black & Sexy   | Candi                  | Dennis Dortch  | 1976 Experience               |
| 2007 | Cowboys and Indians             | Indian                 | Joseph Mauceri | American Film Institute (AFI) |

### Crew-Mitglied
| Jahr      | Titel            | Format       | Rolle                                         | Produktion                            |
| --------- | ---------------- | ------------ | --------------------------------------------- | ------------------------------------- |
| 2019–2020 | Mela             | Webserie     | Showrunner, Regie, Drehbuch                   | Savannah Moon Productions             |
| 2018      | Reflections      | TV-Serie     | Showrunner, Regie, Drehbuch                   | Savannah Moon Productions             |
| 2016      | The Last Breath  | Kurzfilm     | Ausführende Produzentin                       | Savannah Moon Productions             |
| 2014–2016 | Beneath the Lies | TV-Serie     | Showrunner, Drehbuch, Ausführende Produzentin | Savannah Moon Productions, MTN Uganda |
| 2012      | The Life         | Feature Film | Regie, Drehbuch, Ausführende Produzentin      | Savannah Moon Productions             |